# Бунджи
Бунджи (англ. Bunji) — город в пакистанской провинции Гилгит-Балтистан.

## Гидроэлектростанция
Гидроэнергетический проект в Бунджи является крупнейшим энергетическим проектом Пакистана. В случае постройки установленная мощность станции составит 7000 МВт. Строительство плотины предполагается в 83 км от Гилгита на Скарду. Финансирование проекта будет происходить при прямом участии КНР. По состоянию на 2016 год, стройка ещё не начата.